# Fluido intersticial
Em todos os animais, as células encontram-se banhadas por um líquido claro e transparente, designado por fluido intersticial ou linfa intersticial, com o qual estabelecem trocas. Nos animais menos complexos, com poucas células, as trocas podem efectuar-se directamente com o meio, o que se torna quase impossível com o aumento de tamanho e complexidade.
A concentração de moléculas no fluido intersticial é muito menor do que nos vasos capilares. A pressão osmótica é um factor importante na determinação da pressão no fluido intersticial e do seu volume.
A linfa intersticial serve também para manter o ambiente à volta das células, que tem de ser estável, está em contacto directo com as células e forma-se a partir do sangue que circula nos capilares.